# 早産児
早産児（そうざんじ）は、在胎22週以降37週未満（在胎22週0日から在胎36週6日まで）に出生した児。

## 概要
低出生体重児（体重2500 g未満で出生の児）とやや似た概念であるが、呼吸器系や神経系を初めとした各臓器の成熟度は、出生体重よりも週数によって大きく影響する。
具体的には、新生児呼吸窮迫症候群は肺胞におけるサーファクタントの産生が確立していない在胎32週未満で出生した児に多い。また、未熟児無呼吸発作は呼吸中枢の未熟性の強い早産児に多くみられる。
超低出生体重児における生命予後や長期的な神経学的予後に関しては、在胎週数よりも出生体重との兼ね合いで論じられることが多い。

## 分類
早産児のうち、在胎28週未満（在胎27週6日まで）で出生した児を超早産児（extremely preterm infant）、在胎32週未満（在胎31週6日まで）で出生した児を極早産児（very preterm infant）、と呼ぶ。
在胎32週0日〜在胎33週6日で出生した児は中等度早産児（moderately preterm infant）、在胎34週0日〜36週6日で出生した児は後期早産児（late preterm infant）とされる。Late Preterm infant は、従来は未熟性による問題が比較的起こりにくいと考えられてきたが、正期産児と比較すると合併症のリスクが高いことが懸念されている。